# Droga N714 (Holandia)
Droga prowincjonalna N714 (nid. Provinciale weg 714) – droga prowincjonalna w Holandii, w prowincji Flevoland. Łączy Espel z Emmeloordem.